# Station Linkebeek
Station Linkebeek is een spoorwegstation langs spoorlijn 124 (Brussel - Charleroi) op de grens van de gemeente Linkebeek (Vlaams-Brabant) en de gemeente Ukkel (Brussels Hoofdstedelijk Gewest). Het is nu een stopplaats.
Het stationsgebouw werd in 1981 opgetrokken op de grens van beide gemeenten naar plannen van architect Herwig Persoons. De loketten werden in 1993 gesloten, waarna het gebouw in een slechte staat kwam te vervallen, met onder meer veel graffiti. Het deed nog even dienst als skatepark. Het stationsgebouw werd in 2013 afgebroken. Dit echter na juridische problemen, omdat het station op de gewestgrens tussen Vlaanderen en het Brussels Hoofdstedelijk Gewest ligt. Hierdoor moest de sloopvergunning volledig in het Frans en Nederlands worden afgeleverd.
Verder komt er een parking boven op de sporen, die in het kader van het Gewestelijk ExpresNet verdubbeld worden.
Zo'n 700m naar het noordwesten ligt aan spoorlijn 26 het station Moensberg, dat een honderdtal meter verplaatst wordt zodat het als kruisstation ook spoorlijn 124 bedient.

## Treindienst
| Serie | Treinsoort             | Route | Bijzonderheden |
| ----- | ---------------------- | --- | --- |
| S 1   | S-trein Brussel (NMBS) | Charleroi-Centraal – /Nijvel – Linkebeek – Brussel-Zuid – Mechelen – Antwerpen-Centraal                            | Op zondag een deel Brussel-Noord - Nijvel en een deel Brussel-Zuid - Antwerpen-Centraal. Tijdens de week eerste en laatste ritten van/naar Charleroi-Centraal. |
| S 9   | GEN (NMBS)             | Landen – Leuven – Brussel-Schuman – Linkebeek – Nijvel                                                             | Rijdt alleen op werkdagen. |
| S 19  | GEN (NMBS)             | [ Leuven – ] Brussels Airport-Zaventem – Brussel-Luxemburg – Linkebeek – Eigenbrakel – Nijvel – Charleroi-Centraal | Rijdt in het weekend tussen Leuven en Nijvel. |

## Galerij

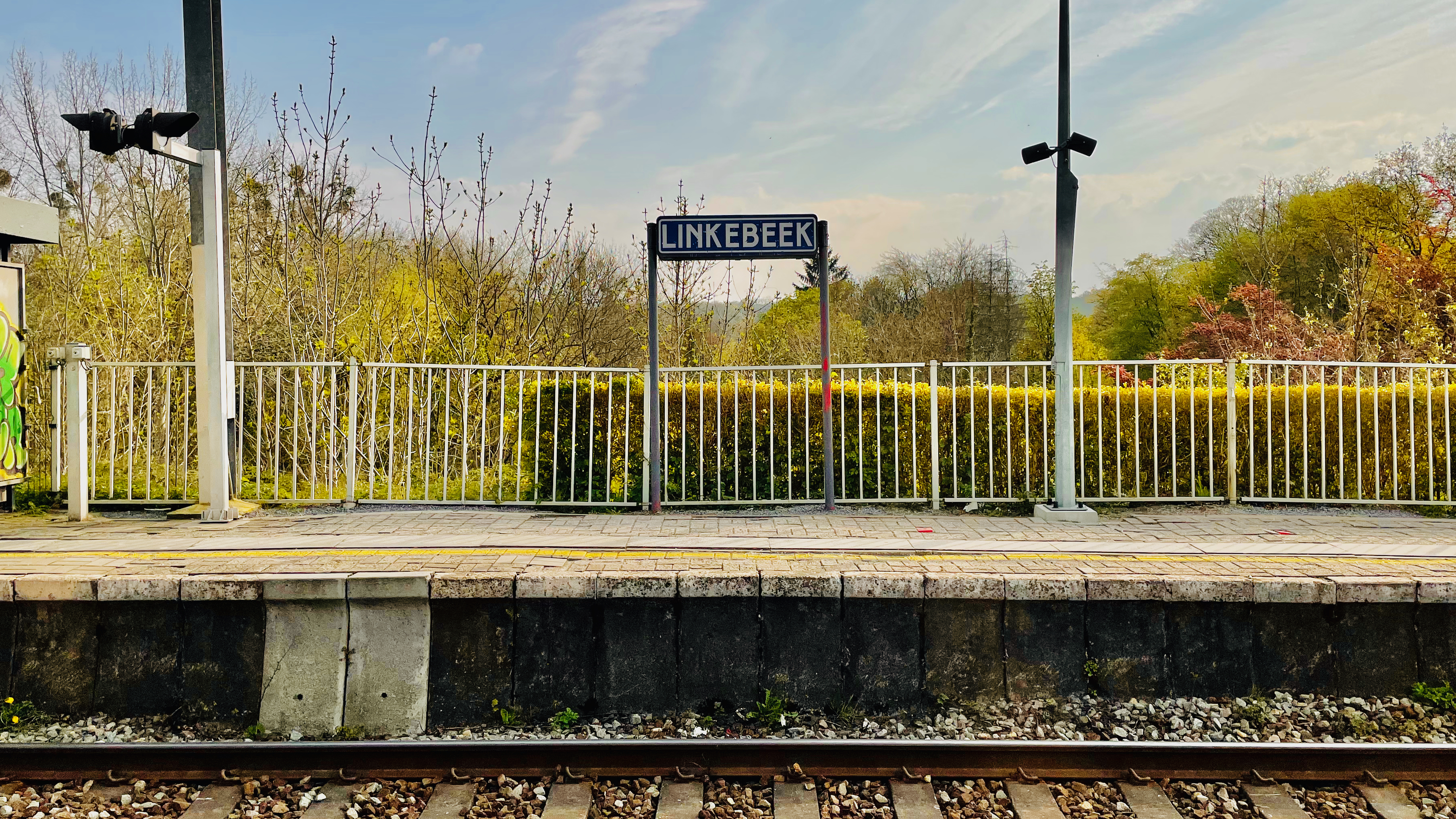
Naambord
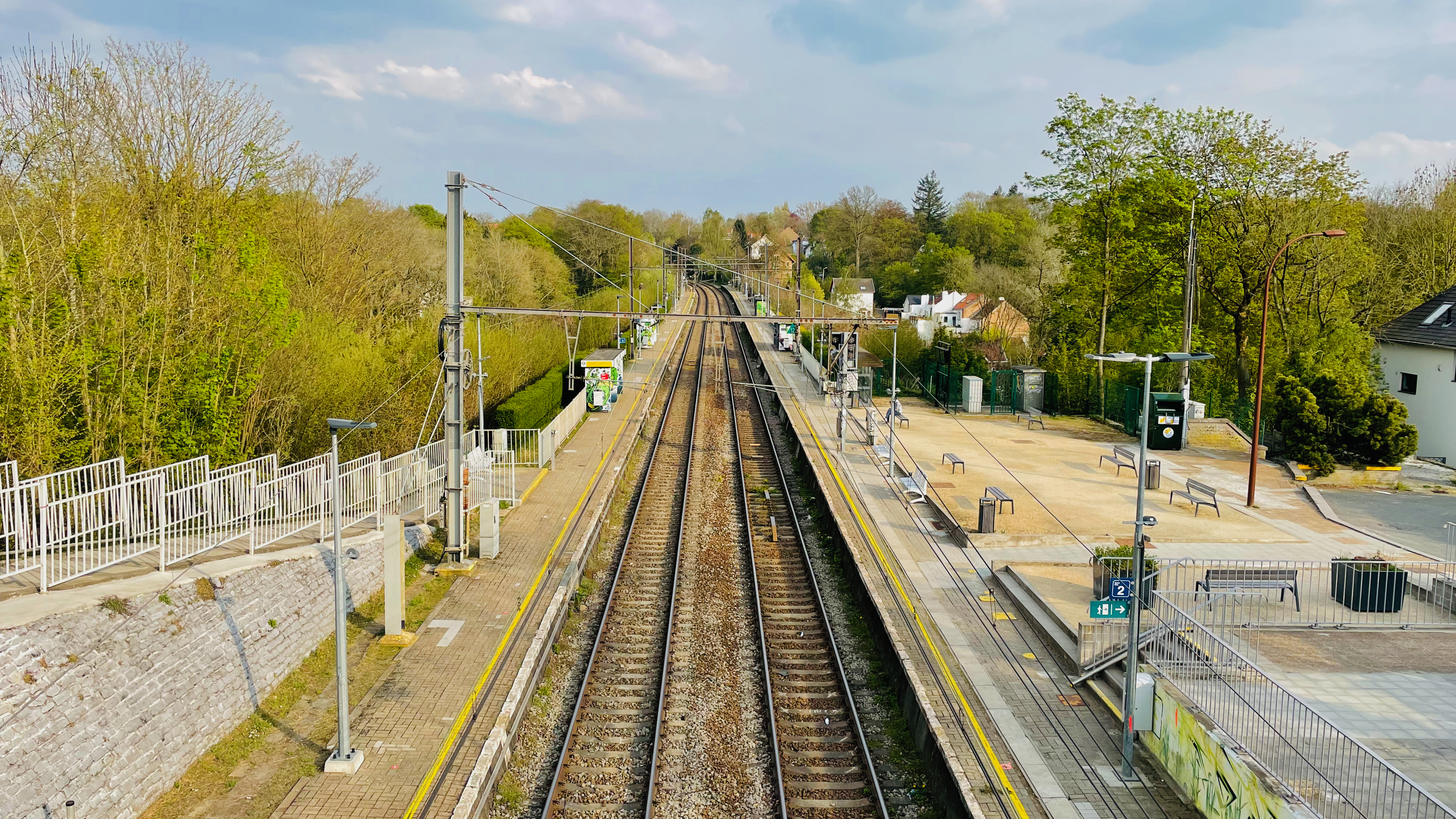
Zicht op de sporen

## Reizigerstellingen
De grafiek en tabel geven het gemiddeld aantal instappende reizigers weer op een week-, zater- en zondag.
| Tabel: aantal instappende reizigers station Linkebeek | Tabel: aantal instappende reizigers station Linkebeek | Tabel: aantal instappende reizigers station Linkebeek | Tabel: aantal instappende reizigers station Linkebeek |
|                                                       | Weekdag                                               | Zaterdag                                              | Zondag                                                |
| ----------------------------------------------------- | ----------------------------------------------------- | ----------------------------------------------------- | ----------------------------------------------------- |
| 1977                                                  | 729                                                   | 183                                                   | 154                                                   |
| 1978                                                  | 723                                                   | 259                                                   | 163                                                   |
| 1979                                                  | 627                                                   | 184                                                   | 130                                                   |
| 1980                                                  | 586                                                   | 119                                                   | 111                                                   |
| 1981                                                  | 725                                                   | 185                                                   | 109                                                   |
| 1982                                                  | 631                                                   | 161                                                   | 121                                                   |
| 1983                                                  | 492                                                   | 169                                                   | 145                                                   |
| 1984                                                  | 495                                                   | 167                                                   | 133                                                   |
| 1985                                                  | 472                                                   | 67                                                    | 99                                                    |
| 1986                                                  | 600                                                   | 92                                                    | 93                                                    |
| 1987                                                  | 392                                                   | 100                                                   | 86                                                    |
| 1988                                                  | 554                                                   | 135                                                   | 99                                                    |
| 1989                                                  | 449                                                   | 126                                                   | 89                                                    |
| 1990                                                  | 374                                                   | 132                                                   | 72                                                    |
| 1991                                                  | 542                                                   | 129                                                   | 85                                                    |
| 1992                                                  | 374                                                   | 95                                                    | 74                                                    |
| 1993                                                  | 456                                                   | 152                                                   | 96                                                    |
| 1994                                                  | 415                                                   | 103                                                   | 98                                                    |
| 1995                                                  | 381                                                   | 75                                                    | 60                                                    |
| 1996                                                  | 414                                                   | 93                                                    | 51                                                    |
| 1997                                                  | 432                                                   | 123                                                   | 72                                                    |
| 1998                                                  | 497                                                   | 111                                                   | 81                                                    |
| 1999                                                  | 464                                                   | 86                                                    | 76                                                    |
| 2000                                                  | 541                                                   | 172                                                   | 92                                                    |
| 2001                                                  | 552                                                   | 138                                                   | 59                                                    |
| 2002                                                  | 479                                                   | 139                                                   | 92                                                    |
| 2003                                                  | 560                                                   | 138                                                   | 90                                                    |
| 2004                                                  | 511                                                   | 132                                                   | 96                                                    |
| 2005                                                  | 498                                                   | 120                                                   | 97                                                    |
| 2006                                                  | 592                                                   | 196                                                   | 129                                                   |
| 2007                                                  | 527                                                   | 164                                                   | 98                                                    |
| 2008                                                  | -                                                     | -                                                     | -                                                     |
| 2009                                                  | 719                                                   | 141                                                   | 111                                                   |
| 2010                                                  | -                                                     | -                                                     | -                                                     |
| 2011                                                  | -                                                     | -                                                     | -                                                     |
| 2012                                                  | 736                                                   | 88                                                    | 83                                                    |
| 2013                                                  | 741                                                   | 129                                                   | 120                                                   |
| 2014                                                  | 729                                                   | 185                                                   | 139                                                   |
| 2015                                                  | 779                                                   | 143                                                   | 127                                                   |
| 2016                                                  | 830                                                   | 137                                                   | 123                                                   |
| 2017                                                  | 1 025                                                 | 149                                                   | 145                                                   |
| 2018                                                  | 1 074                                                 | 261                                                   | 187                                                   |
| 2019                                                  | 1 086                                                 | 363                                                   | 276                                                   |
| 2020                                                  | 634                                                   | 264                                                   | 146                                                   |
| 2021                                                  | -                                                     | -                                                     | -                                                     |
| 2022                                                  | 1 262                                                 | 245                                                   | 166                                                   |
| 2023                                                  | 1 187                                                 | 369                                                   | 171                                                   |
| 2024                                                  | 1 227                                                 | 630                                                   | 377                                                   |

0,0: Brussel-Zuid ·
2,1: Vorst-Oost ·
4,0: Ukkel-Stalle ·
5,6: Ukkel-Kalevoet ·
7,8: Linkebeek ·
9,1: Holleken ·
11,4: Sint-Genesius-Rode ·
12,6: De Hoek ·
15,5: Waterloo ·
18,8: Eigenbrakel ·
23,4: Lillois ·
28,1: Baulers ·
29,3: Nijvel ·
33,6: Bois-de-Nivelles ·
37,0: Obaix-Buzet ·
40,9: Luttre ·
43,4: La Chaussée ·
46,5: Courcelles-Motte ·
48,7: Roux ·
49,5: Monceau ·
52,9: Marchienne-au-Pont ·
53,7: Marchienne-Oost ·
55,9: Charleroi-Centraal